# Chaetogaedia desertorum
Chaetogaedia desertorum är en tvåvingeart som först beskrevs av Townsend 1908.  Chaetogaedia desertorum ingår i släktet Chaetogaedia och familjen parasitflugor.
Artens utbredningsområde är Arizona. Inga underarter finns listade i Catalogue of Life.